# Hrebienok

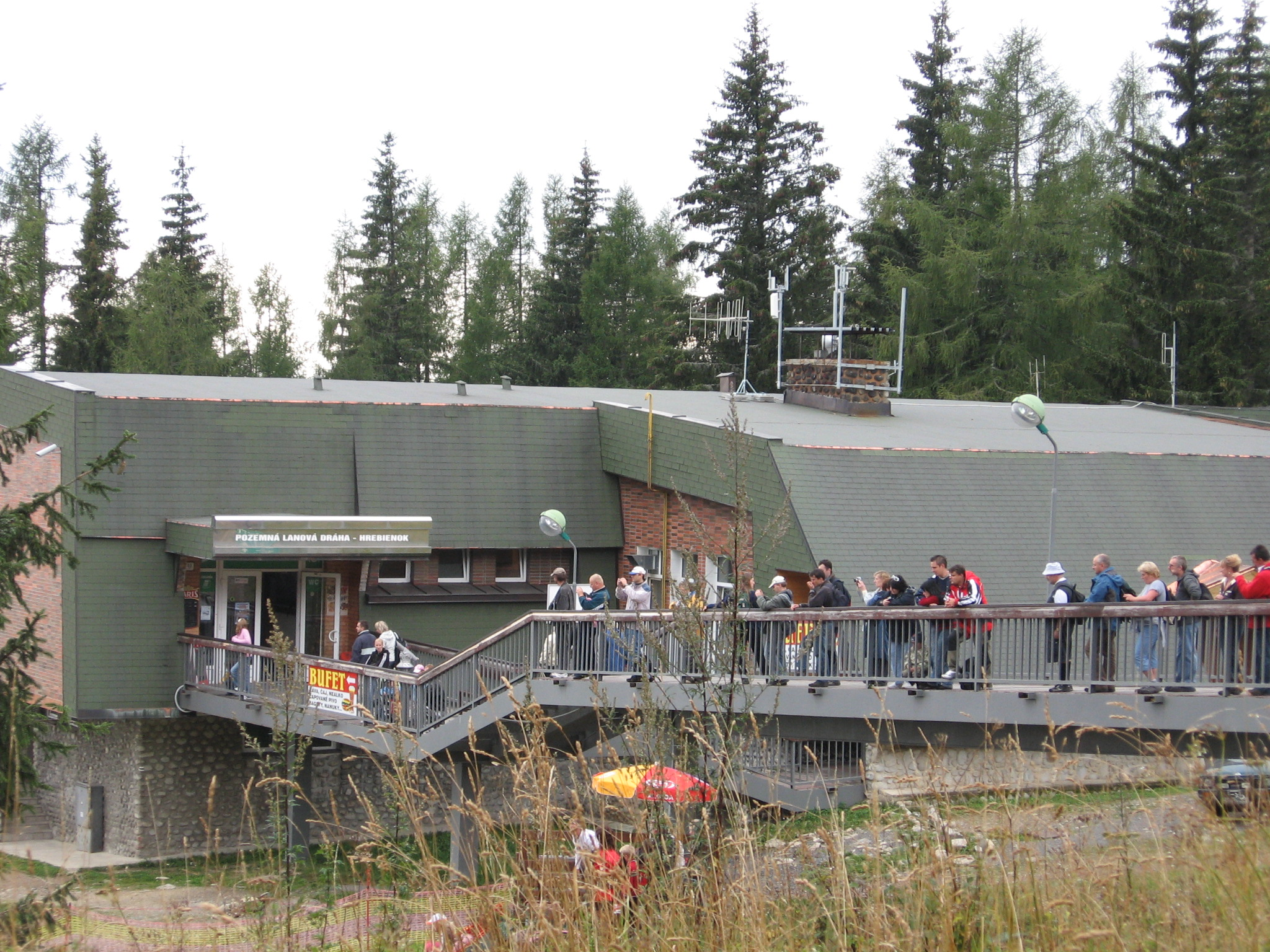
Pozemní lanová dráha Starý Smokovec - Hrebienok – horní stanice

Hrebienok, česky Hřebínek, (maďarsky Tarajka) je turistické středisko umístěné nad Starým Smokovcem na úpatí Slavkovského štítu v nadmořské výšce 1 285 m n. m.

## Dějiny
Vznik Hrebienku jako turistického centra souvisí s rozvojem turistiky ve Vysokých Tatrách v druhé polovině 19. století. Starý Smokovec, kterému byl v té době udělen status lázeňského města, přitahoval čím dál větší množství návštěvníků.
Počátky výstavby na Hrebienku jsou provázané s výstavbou Bilíkovy chaty, která stála na jeho severovýchodním úbočí. V roce 1894 byla vybudovaná při turistické stezce cesta se zpevněným povrchem. Na Pozemní lanovou dráhu Starý Smokovec–Hrebienok z roku 1908 navázala výstavba hotelu Hrebienok v roce 1928.
S výstavbou cvičných luk a sjezdovek se začalo okolo roku 1930. V roce 1956 zde byl vybudovaný 750 metrů dlouhý lyžařský vlek na Slavkovskou vyhlídku. K elektrickému osvětlení sáňkařské dráhy došlo v letech 1959–1960.

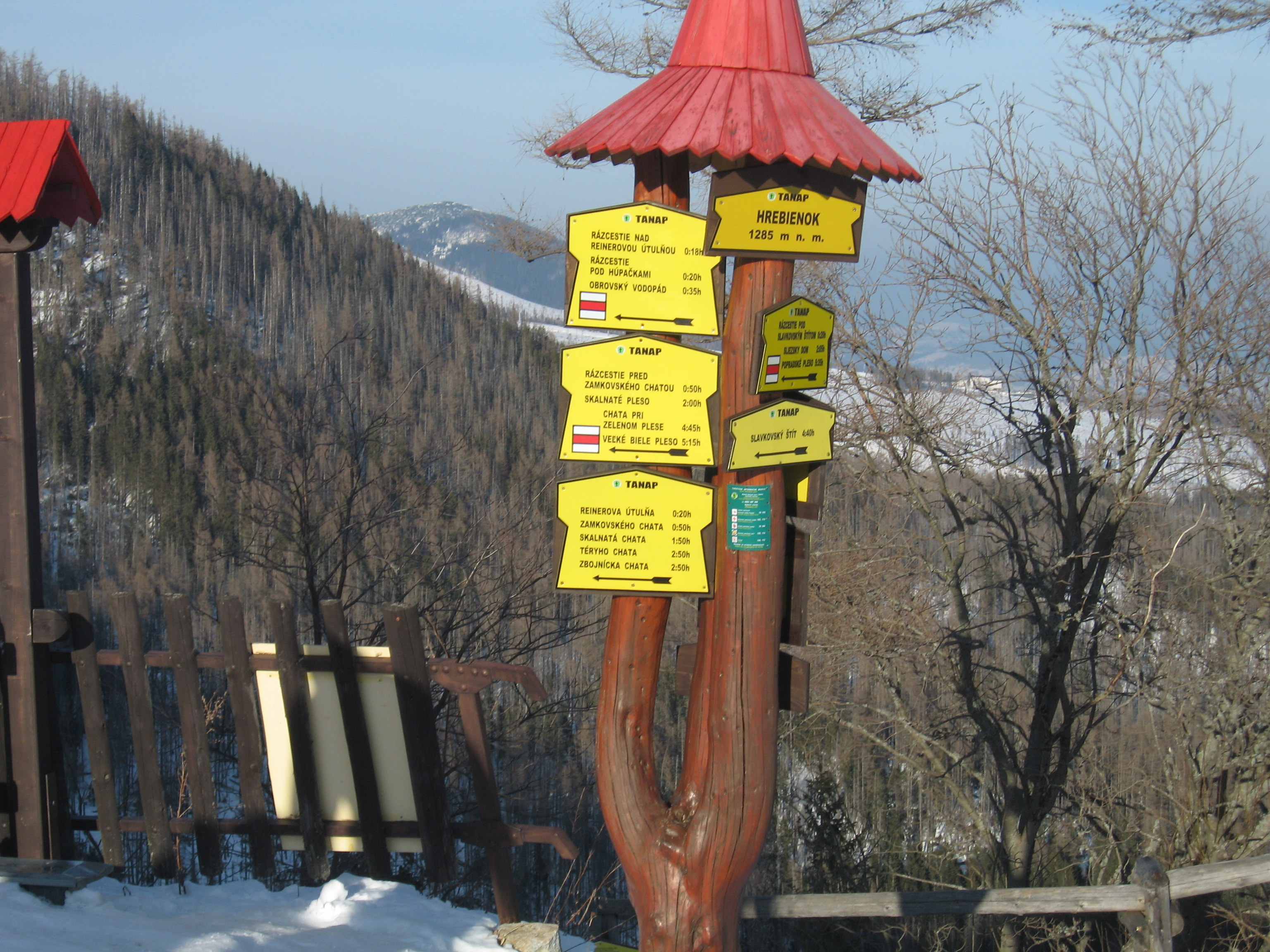
Hrebienok – turistický rozcestník

## Současnost
Dnes je Hrebienok významným skialpinistickým a turistickým centrem. Je výchozím bodem pro výstupy do Malé Studené doliny, Velké Studené doliny, na Slavkovský štít a ke Studenovodským vodopádům. 
Ze starého Smokovce vede na Hrebienok pozemní lanová dráha, která překonává převýšení 247 metrů. Jízda trvá cca 5 minut. Na Hrebienku je po celou zimu postavený Tatranský ledový dóm, který je osazený sochami vyřezanými z ledu.